# کنیسه (صور)
کنیسه (به عربی: کنیسة) یک منطقهٔ مسکونی در لبنان است که در شهرستان صور واقع شده‌است. کنیسه ۱۹۰ متر بالاتر از سطح دریا واقع شده‌است.